# Lissotriton
Lissotriton – rodzaj płazów ogoniastych z podrodziny Pleurodelinae w rodzinie salamandrowatych (Salamandridae).

## Zasięg występowania
Rodzaj obejmuje gatunki występujące na Wyspach Brytyjskich, w Skandynawii, kontynentalnej Europie, Anatolii wokół Morza Czarnego i do zachodnich części Morza Kaspijskiego, na wschód do Uralu w Rosji.

## Systematyka

### Etymologia
- Lophinus: gr. λοφος lophos „grzebień”[9]. Gatunek typowy: Rafinesque nie podał gatunku typowego, Gray wskazał zaś Salamandra punctata Latreille, 1800 (= Lacerta vulgaris Linnaeus, 1758)[8].
- Meinus: autor nie wyjaśnił etymologii, być może od łac. minus „mniejszy”[7]. Gatunek typowy: Pelonectes boscai Lataste, 1879 (nomen nudum)[7].
- Palmitus: łac. palmatus „dłoniasty”, od palma „dłoń”[7]. Gatunek typowy: Lacerta helvetica Razoumowsky, 1789 (nomen nudum)[7].
- Geotriton: gr. γεω- geō- „ziemny-”, od γη gē „ziemia”[10]; τρίτων tritōn „traszka, salamandra”[11]. Gatunek typowy: Salamandra exigua Laurenti, 1768 (= Lacerta vulgaris Linnaeus, 1758).
- Lissotriton: gr. λισσος lissos „gładki”[12]; τρίτων tritōn „traszka, salamandra”.
- Palaeotriton: gr. παλαιος palaios „starożytny, stary”[13]; τρίτων tritōn „traszka, salamandra”. Gatunek typowy: Lacerta vulgaris Linnaeus, 1758.

### Podział systematyczny
Do rodzaju należą następujące gatunki:
- Lissotriton boscai (Lataste, 1879) – traszka portugalska[14]
- Lissotriton graecus (Wolterstorff, 1906)
- Lissotriton helveticus (Razoumovsky, 1789) – traszka helwecka[15]
- Lissotriton italicus (Peracca, 1898) – traszka włoska[16]
- Lissotriton kosswigi (Freytag, 1955)
- Lissotriton lantzi (Wolterstorff, 1914)
- Lissotriton maltzani (Boettger, 1879)
- Lissotriton montandoni (Boulenger, 1880) – traszka karpacka[17]
- Lissotriton schmidtleri (Raxworthy, 1988)
- Lissotriton vulgaris (Linnaeus, 1758) – traszka zwyczajna[15]